# Ludwik Kiczura
Ludwik Mieczysław Kiczura (ur. 9 grudnia 1934 we Lwowie, zm. 16 listopada 2015) – polski artysta plastyk zajmujący się szkłem artystycznym, profesor na Akademii Sztuk Pięknych we Wrocławiu.

## Życiorys
W 1960 ukończył Państwową Wyższą Szkołę Sztuk Plastycznych we Wrocławiu w pracowni prof. Stanisława Dawskiego. W tym samym roku został zatrudniony w macierzystej uczelni na stanowisku dydaktycznym. W 1965 odbył staż w hucie szkła "Venini" w Murano. Uczestniczył w międzynarodowych warsztatach i sympozjach szklarskich m.in. we Frauenau w latach 1985, 1988 i 1991 oraz w Immenhausen w 1985 r. W roku 1992 był kuratorem artystycznym XIII Ogólnopolskich Plenerów Szklarskich w Stroniu Śląskim. Został pochowany na cmentarzu komunalnym w Legnicy (12/14/10).

## Wystawy
- 1973 – Polskie współczesne szkło i ceramika, Muzeum Narodowe we Wrocławiu
- 1974 – Moderne Polnische Kunst, Wiedeń, Austria
- 1977 – 1st Coburger Glaspreis, Coburg, NRD
- 1979 – Polskie współczesne szkło, Katowice
- 1981 – Glaskunst ’81, Kassel, NRD
- 1985 – Polnische Kunst, Bangkok, Tajlandia
- 1989 – The Exhibition of Contemporary Sculpture in Cristal and Glass, Liège, Belgia
- 1988 – The International Exhibition Glass, Kanazawa, Japonia
- 1990 – The International Exhibition Glass, Kanazawa, Japonia
- 2006 – Szkło zbliża, Biuro Wystaw Artystycznych "Awangarda" we Wrocławiu
- również w Berlinie, Brukseli, Hadze, Tokio, Chicago, Buffalo, Milwaukee, Detroit i Filadelfii.

Dzieła Ludwika Kiczury można znaleźć m.in. w kolekcjach:
- Muzeum Ziemi Kłodzkiej w Kłodzku
- Muzeum Sztuk Użytkowych w Poznaniu